# Passione mia
Passione mia ("Passione mia, un omaggio al cinema") è stato un varietà televisivo trasmesso da Rai uno in prima serata nel 1985 per 6 puntate (più uno speciale) condotto da Monica Vitti. 

## Il programma
La trasmissione è in onda nella primavera del 1985 su Rai 1 (a partire dal 29 marzo), con la conduzione di Monica Vitti e la partecipazione fissa di Nanni Loy e di Paolo Panelli, oltre a vari ospiti provenienti dal mondo del cinema. Il programma va in onda il venerdì sera per 6 puntate più una serata speciale. Durante la trasmissione, giovani promesse e aspiranti attori o registi, si affiancano alla Vitti. 
La regia della trasmissione era curata da Roberto Russo.

## Ospiti
Tra i vari ospiti intervenuti nelle puntate, vi è Enzo Jannacci, che prende parte alla seconda puntata, duettando con la Vitti in alcuni brani come "Una fetta di limone" o "Vengo Anch'io". Ospite in una puntata anche Gianna Nannini che esegue "Fotoromanza" in duetto con la stessa Monica Vitti. Intervengono inoltre Renato Zero (che interpreta il brano "Si gira"), Massimo Ranieri, Alberto Sordi (già "collega" della Vitti in molte pellicole, come "Polvere di stelle") e Fiorella Mannoia (che in alcuni film aveva interpretato il ruolo della controfigura della stessa Vitti).

## Puntate
| N° | Data       |
| -- | ---------- |
| 1  | 29/03/1985 |
| 2  | 12/04/1985 |
| 3  | 19/04/1985 |
| 4  | 26/04/1985 |
| 5  | 03/05/1985 |
| 6  | 10/05/1985 |

## Puntata speciale
Martedì 25 giugno 1985 è in onda una puntata speciale della trasmissione durante la quale vengono trasmessi i sei brevi film realizzati dagli alunni del centro sperimentale di Cinematografia che hanno affiancato la Vitti durante le puntate.